# Valamugil
Valamugil son un género de peces marinos de la familia mugílidos, distribuidos por las costas del océano Pacífico y océano Índico.

## Especies
Existen las siguientes especies en este género:
- Valamugil buchanani (Bleeker, 1853)
- Valamugil formosae (Ōshima, 1922)
- Valamugil robustus (Günther, 1861)
- Valamugil speigleri (Bleeker, 1858)